# Туџи
Тураџ Кешткар (персијски: تورج کشتکار‎; Шираз, Иран, 26. мај 1987) познат као Туџи је норвешки певач, манекен и водитељ. Туџи је представљао Норвешку на Песми Евровизије 2012. године и освојио је 26. место.
Туџи је рођен у Ширазу, преселио се у Норвешку кад је имао једну годину. У шеснаестој години почиње да се бави манекенством. Након манекенског рада почео је да ради на телевизији МТВ Норвешка, где је водио Super Saturday и Tooji's Top 10. Такође је образован социјални радник. Његов први сингл се звао „Swan Song“ објављен 2008. године. Победио је на Melodi Grand Prix 2012 и представљао је Норвешку на Евровизији 2012. године. Са песмом „Stay“ освојио је последње место (26.) са 7 поена.

## Дискографија
- (2008)
- (2012)
- (2012)